# Josep Roura i Estrada

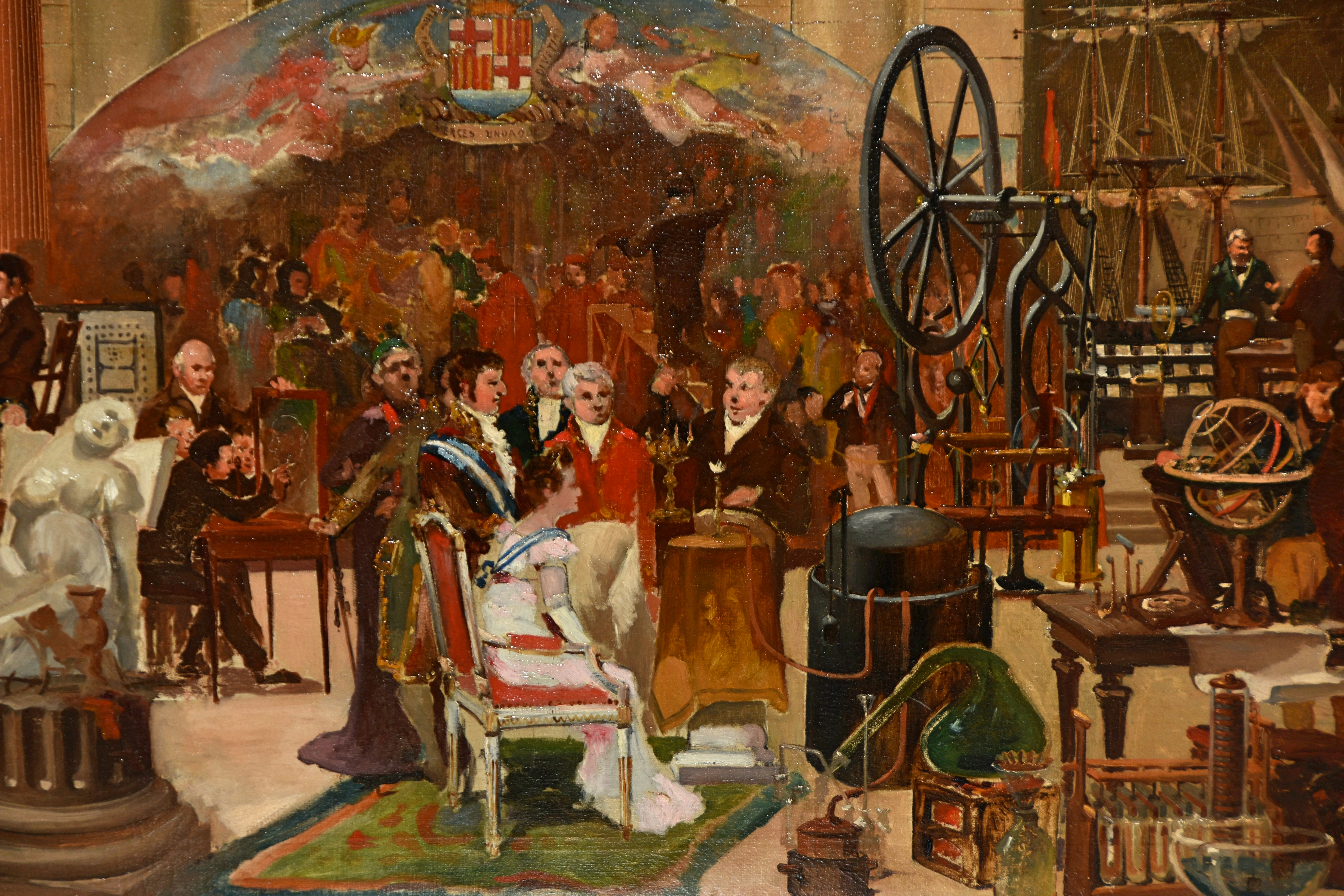
Josep Roura presentant als reis Ferran VII i Maria Amàlia els seus descobriments. Detall del quadre Visita dels reis Ferran VII i Maria Amàlia a Llotja l'any 1827 (MUHBA)

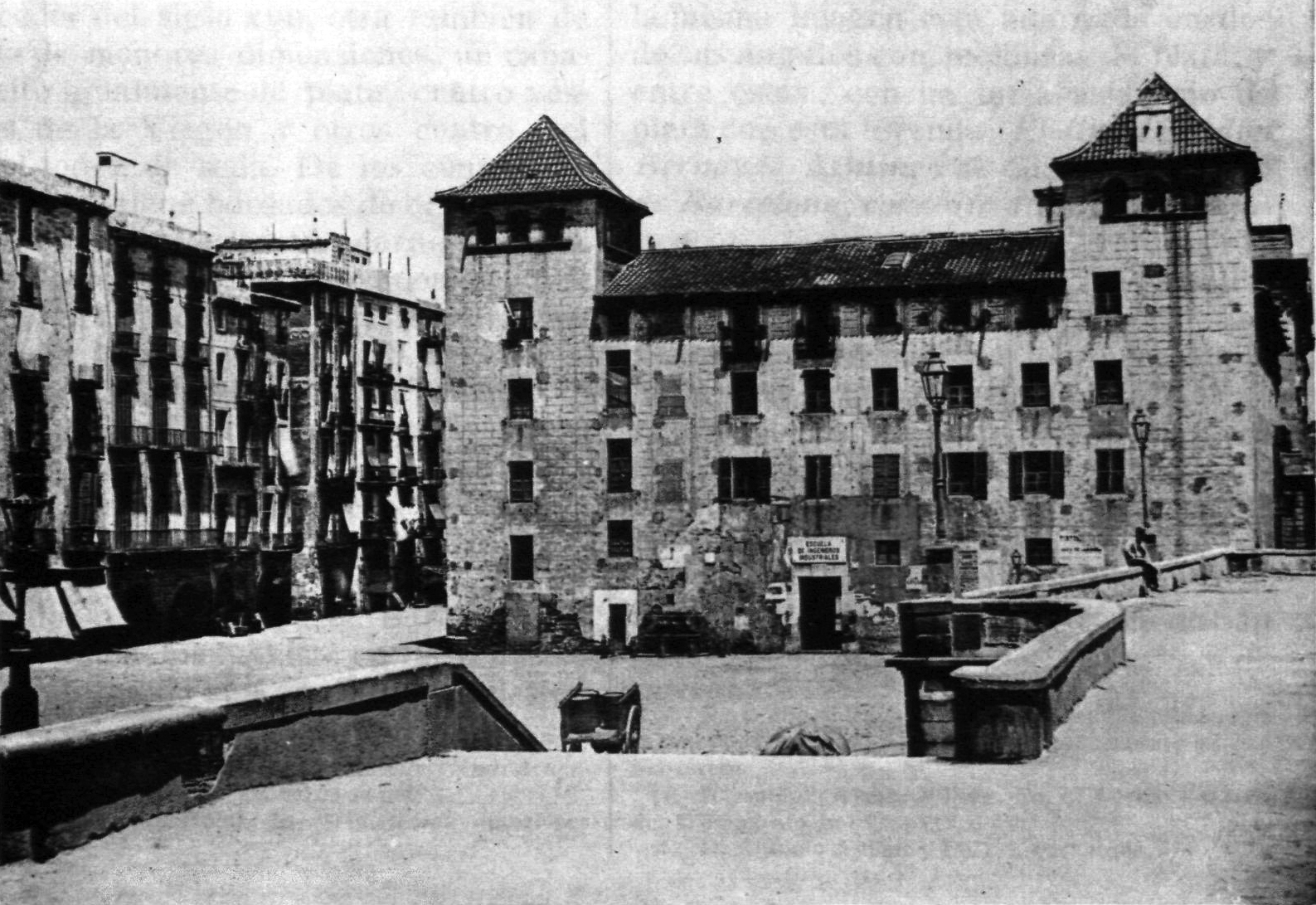
El convent de Sant Sebastià quan hostatjava l'escola d'Enginyers Industrials

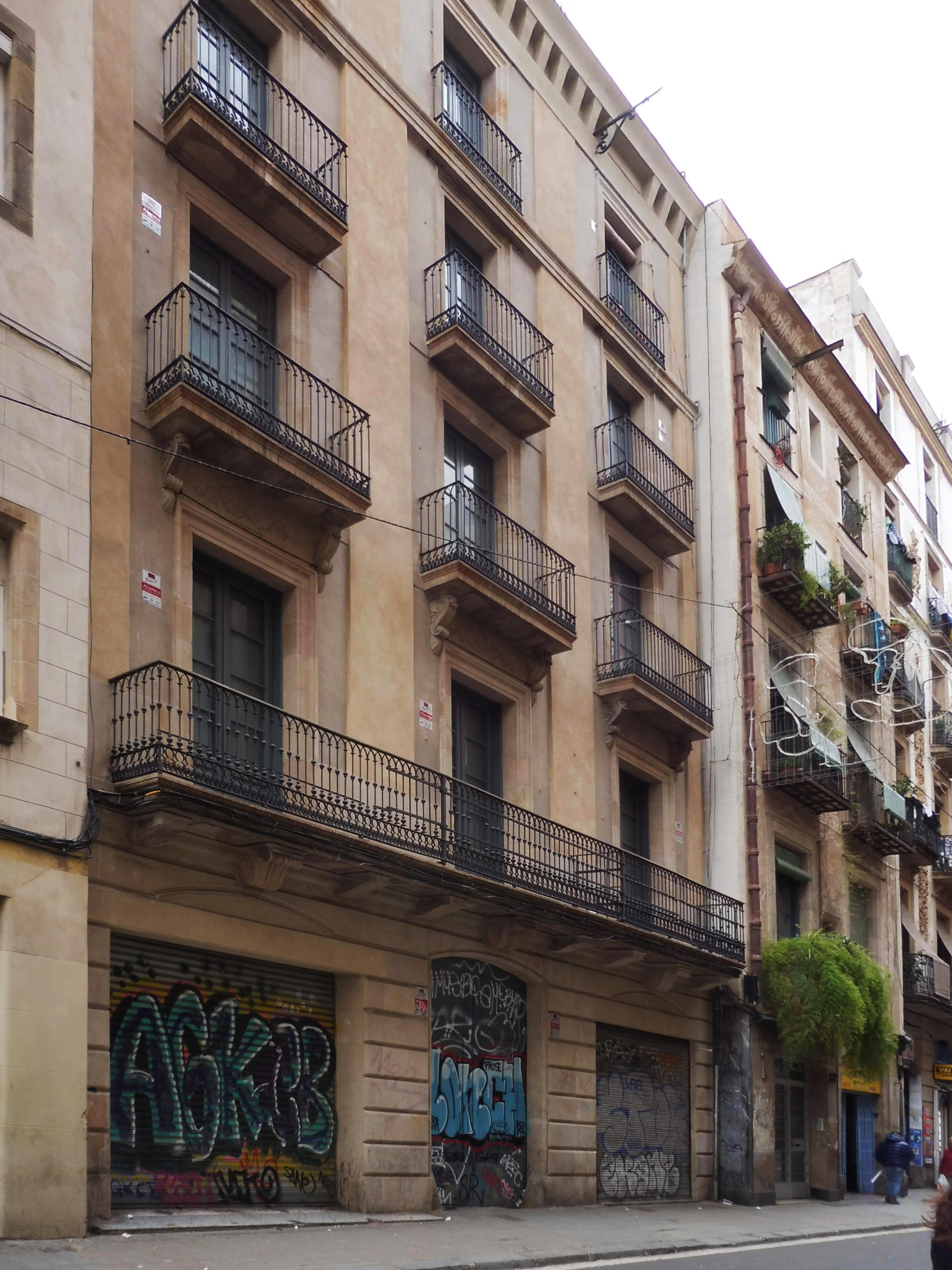
Casa Josep Roura al carrer de l'Hospital, 95 de Barcelona

Josep Roura i Estrada   (Sant Feliu de Guíxols, 9 d'abril de 1797 - Barcelona, 25 de maig de 1860) fou un químic català que introduí l'enllumenat públic amb gas a Espanya i va ser el primer director de l'Escola Industrial de Barcelona.

## Biografia
Va néixer al si d'una família benestant, ja que el seu pare era negociant i tenia diverses propietats. Roura deuria fer els seus estudis primaris i secundaris al monestir benedictí de la vila. Els estudis superiors els va cursar a la Universitat de Montpeller on va obtenir el títol de batxiller en lletres i la llicenciatura en química l'any 1820. Aquell mateix any, quan només tenia 23 anys, es va doctorar amb dues tesis escrites en francès que van ser publicades, Propositions sur l'oxigène, l'hidrogène, l'azote et le chlore i Considerations sur la pesanteur spécifique.
L'any 1822, ingressa com a professor interí a l'Escola de Química de la Junta de Comerç de Barcelona. L'any següent va ser nomenat professor de matemàtiques, estàtica i química del Gimnàs Militar de Barcelona, institució dedicada a la formació dels enginyers militars, i ingressa a l'Acadèmia de Ciències i Arts.
Es va casar el 31 d'agost de 1843 amb Teresina Vidal i Calsada, veïna seva a Sant Feliu de Guíxols. El seu únic fill, Josep Maria Roura i Vidal va néixer el 8 d'agost de 1844.

### L'enllumenat de gas
Roura compaginava la feina docent amb la investigació. L'any 1824 començà a experimentar amb la destil·lació del carbó per obtenir un gas inflamable que es va denominar hidrogen bicarbonatat (acetilè) i que es podia utilitzar per a l'enllumenat. L'estiu següent la Junta de Comerç li subvencionà un viatge a París on visità instal·lacions d'enllumenat a gas, a la tornada feu una instal·lació que permeté enllumenar diverses sales de l'escola de la Junta de Comerç a l'edifici de la Llotja amb una reeixida inauguració la nit del 24 de juny de 1826. Aquest fet li valgué la plaça de catedràtic de química en propietat, sense haver de fer oposicions.
Aquesta instal·lació d'enllumenat a gas, que era la primera d'Espanya, va ser mostrada al rei Ferran VII quan visitava Barcelona l'any 1827.
Per celebrar el naixement de la infanta Lluïsa Ferranda l'any 1832 l'Ajuntament de Madrid va encarregar a Roura l'enllumenat amb gas de la Puerta del Sol i carrers que hi desemboquen.
Fetes amb èxit aquestes instal·lacions Roura va tornar a la seva feina docent i al laboratori, l'explotació industrial del nou sistema d'enllumenat la farien altres persones, si bé ell va continuar ampliant i millorant la instal·lació que l'any 1835 s'amplia al veí ex-convent de Sant Sebastià on també es feien classes. Roura va continuar treballant per abaratir costos, va obtenir el gas d'enllumenat de l'oli de peix, de les restes del premsat del raïm i les olives i també dels residus de la indústria del suro. Aquesta instal·lació va funcionar fins a l'any 1845 en què l'enllumenat es va connectar a la neixent xarxa pública de distribució de gas de la Sociedad Catalana para el Alumbrado de Gas.
En la fabricació del caparrós i del clorur d'estany es desprenia gran quantitat d'hidrogen que Roura va intentar utilitzar per l'enllumenat cremant-lo contra una pedra d'òxid de calci que en incendescència emet una intensa llum blanca, però no va tenir succés perquè calia afegir-hi un corrent d'oxigen o potser apareixia diòxid de sofre com subproducte de la combustió que és perjudicial per a la salut. Sobre aquest experiment Roura va presentar una memòria a la Reial Acadèmia de Ciències Naturals i Arts de Barcelona el 27 de novembre de 1833.
Aquest sistema d'enllumenat, cremant l'hidrògen en un corrent d'òxigen el va utilitzar Narcís Monturiol al seu submarí Ictíneu II, es coneix com a Limelight o llum de Drummond.

### Impulsor de la indústria catalana
La Junta de Comerç va subvencionar diversos viatges a l'estranger de Roura durant les vacances d'estiu, a vegades es pagava ell el viatge o avançava els diners i després els rebia de la Junta de Comerç. En aquests viatges Roura visitava fàbriques, tallers i bodegues i també institucions científiques, prenia nota dels avenços que hi observava, comprava llibres, instruments de laboratori, mostres de productes i màquines. A la tornada Roura redactava uns informes en què descrivia tècnicament els procediments de fabricació que havia vist i que la Junta de Comerç posava a disposició dels industrials del nostre país.
Es té constància de viatges fets els anys 1825, 1826, 1827, 1828, 1829 i 1834 en què va visitar França, Flandes, Holanda i Suïssa.
Els viatges es feien en cotxe de cavalls en trajectes que havien de ser per força curts, en el viatge de 1834 solament dins de França va visitar Marsella, Saint-Étienne, Lió, Sèvres, París, Bordeus, Tolosa, Narbona, Montpeller i Seta. A la tornada d'aquest viatge Roura va redactar 27 memòries.
Roura va poder visitar els establments industrials més avançats gràcies a cartes de recomanació, el suport de les ambaixades i també el seu prestigi personal, l'any 1834 va ser nomenat soci estranger de la Société des Sciences Physiques et Arts Agricoles et Industriels de France.
Els documents de Roura eren molt apreciats pels industrials catalans, la seva Memoria sobre los vinos y su destilación y sobre los aceites de 1839 es va reeditar els anys 1857, 1883 i 1887, quan Roura feia anys que era mort. Altres publicacions de Roura adreçades a la indústria foren: Memoria sobre los aceites, manera de clarificar y purificar el de oliva (1835), Descubrimiento para conocer si los aguardientes tienen mezcla de orujo (1848), i Memoria sobre las sustancias grasas y fabricación de jabones que con ellas se obtienen (1835). També va redactar informes sobre el blanqueig i el tenyit de la seda. Eren els sectors en què més es treballava a Catalunya i sens dubte els treballs de Roura, fruit dels seus viatges i també de les seves recerques, van ser un impuls important per a la naixent indústria catalana.

### La pólvora blanca
El 1846, Roura va presentar el que probablement va ser el seu millor invent, la pólvora blanca. La pólvora Roura era millor que la pólvora negra que en aquell temps l'exèrcit feia servir, era menys higroscòpica, qualitat important per a la marina, feia menys fum cosa que dificultava la localització dels canons per l'enemic, i el que era més important, era quatre o cinc vegades més potent. Aquestes qualitats van quedar plenament demostrades a les proves que els militars van fer a les Drassanes de Barcelona, però Roura no va aconseguir del Ministerio de la Guerra que la seva pólvora blanca passés a ser la reglamentària a les forces armades espanyoles.
No es coneix la composició de la pólvora blanca de Roura, probablement era una pólvora on el nitrat potàssic s'havia substituït per clorat potàssic, una pólvora cloratada. Els seus descendents conservaven a la casa natal de Roura a Sant Feliu de Guíxols un tub de vidre que contenia pólvora embolicat en un paper on estava anotada la composició, però es va perdre en unes obres de remodelació de la casa l'any 1988.
El clorat potàssic va ser descobert pel químic francès Berthollet, que de seguida va veure les propietats explosives d'aquest compost i va començar els experiments per fabricar un explosiu, la pólvora cloratada, però els greus accidents durant les proves i la Revolució Francesa van posar fi als experiments sense que Berthollet arribés a descobrir-ne una formulació estable. Probablement Roura va continuar els experiments de Berthollet i va arribar a alguna fórmula de pólvora cloratada estable i, per tant, utilitzable.
Roura va fer els experiments sobre la pólvora blanca als baixos del seu domicili al número 95 del carrer de l'Hospital de Barcelona on tenia un laboratori, i l'elaborava a la seva fàbrica de productes químics ubicada al barri de  La Bordeta de Barcelona. La fàbrica, inaugurada l'any 1836, produïa els productes químics més consumits al seu temps, àcid sulfúric, àcid clorhídric, caparrós, nitrat de plom i també material de laboratori, termòmetres i baròmetres. La fàbrica va funcionar fins a la mort de Roura.
El 18 de juny de 1848 Roura va llegir a la Reial Acadèmia de Ciències i Arts de Barcelona la seva Memoria sobre las propiedades y usos a que puede destinarse la pólvora blanca.

### La direcció de l'Escola Industrial
L'any 1850, essent ministre de comerç, instrucció i obres públiques Manuel de Seijas Lozano, l'estat regula l'ensenyament tècnic. Es creen el Real Instituto Industrial de Madrid i les escoles industrials de Barcelona, Sevilla i Bergara. S'estableixen tres nivells d'ensenyament, elemental, d'ampliació i superior, aquest darrer solament es pot cursar al Real Instituto Industrial de Madrid i permet assolir el títol d'enginyer industrial que es crea així. A les escoles industrials solament s'imparteixen els dos primers nivells.
L'Escola Industrial de Barcelona es crea amb professors i mitjans materials de les escoles de la Junta de Comerç, les classes s'imparteixen al mateix local, l'exconvent de Sant Sebastià de Barcelona, al costat de la Llotja, on hi ha ara la plaça d'Idrissa  Diallo. Josep Roura n'és nomenat director. El primer curs comença oficialment el dia 1 d'octubre de 1851.
Comença per a Roura una etapa difícil, ha de consolidar la nova Escola Industrial atenent els problemes del dia a dia, trobar mitjans i diners per fer-la funcionar, també lluita per aconseguir per a l'Escola la facultat de cursar el cicle superior i concedir el títol d'enginyer industrial, i perquè es regulin les competències de la nova professió d'enginyer industrial.
En aquesta darrera etapa de la seva vida Roura continua la seva tasca científica, el 12 de maig de 1853 presenta a la Reial Acadèmia de Ciències Naturals i Arts de Barcelona un treball que porta per títol Breve ojeada sobre las materias grasas y sobre los jabones. L'any 1857 presenta una comunicació que titula Discurso sobre el Aluminio, on descriu la forma d'obtenir-lo fins i tot a partir de la kryolita de Groenlàndia i les seves experiències amb aquest metall en la tintoreria de la seda. Cal tenir en compte que en aquella època l'alumini era un metall molt poc conegut degut a la dificultat de la seva obtenció.
El seu gran prestigi fa que sigui nomenat l'any 1851 membre de la comissió que es desplaçarà a Londres amb motiu de l'Exposició, on va presentar el seu Arbol polícromo de la seda amb més de sis-cents mostres i que li valgué una medalla d'honor. Aquest mateix any rep el títol de Cavaller de la Reial i Distingida Orde de Carles III.
L'any 1855, Roura va formar part de la comissió que va anar a l'Exposició Universal de París.
La salut de Roura feia temps que no era bona, finalment el març de 1859 va deixar la direcció de l'Escola Industrial, el va succeir Joaquim Balcells.
Roura va morir a Barcelona el dia 25 de maig de 1860, va ser enterrat al Cementiri del Poblenou, el més antic de Barcelona. La Societat Econòmica d'Amics del País i la Reial Acadèmia de Medicina li van dedicar sengles sessions d'homenatge.
Els seus descendents actuals viuen a la casa natal de Josep Roura a Sant Feliu de Guíxols a la plaça del Mercat, a tocar de l'Ajuntament, una placa a la façana permet identificar-la. Davant hi ha un fanal de gas que la societat Gas Natural va instal·lar en memòria de qui va fer la primera instal·lació d'enllumenat de gas, però malauradament està espatllat.
Roura va viure uns temps difícils, a la seva adolescència durant la Guerra del Francès les tropes napoleòniques van atacar Sant Feliu de Guíxols, després la monarquia absolutista de Ferran VII i les lluites per implantar una monarquia constitucional, l'entrada a Espanya dels Cent Mil Fills de Sant Lluís va ser un dels episodis sagnants per restablir la monarquia absoluta. A la mort del rei les regències de Maria Cristina i del general Espartero, les Guerres Carlines, els bombardeigs de Barcelona dels generals Prim i Espartero, les primeres lluites obreres… els temps no ajudaven però Roura va desenvolupar una labor científica i tècnica important i va assolir un gran prestigi dins i fora d'Espanya.

## Obres destacades
- Memoria sobre los vinos y su destilación y sobre los aceites (facsímil en línia) (en castellà).  Barcelona: Impremta de J. Oliveres i Gavarró, 1839, p. 118.